# Notre-Dame des Turcs
Pour plus de détails, voir Fiche technique et Distribution.
Notre-Dame des Turcs (Nostra Signora dei Turchi) est un film italien réalisé par Carmelo Bene et sorti au cinéma en 1968. Ce drame est le premier long-métrage de Carmelo Bene, il s'agit d'une adaptation de sa pièce du même nom. 
Le film suit un homme qui ne supporte plus de vivre en société qui décide de mettre à mal toutes les coutumes de ses Pouilles natales. Afin d'y parvenir, il décide de bâtir un système philosophique.
Le film a remporté le Grand prix du jury à la Mostra de Venise 1968.

## Synopsis
Un homme ne supporte pas de faire partie de la société dans laquelle il vit. Il se considère comme un abruti et invente sa propre philosophie, qui implique la destruction des coutumes de son pays natal, les Pouilles, où tous les habitants sont dévoués à la religion catholique. Cependant, l'homme ne peut pas détruire la croyance des pèlerins de Salento, car une femme l'en empêche. Il s'agit d'une inconnue, Santa Margherita, qui tente de détourner l'homme de ce qu'elle considère comme une philosophie bizarre et impossible. Les scènes successives du film montrent diverses situations oniriques dans lesquelles les deux protagonistes essaient de s'améliorer l'un l'autre. Après un dialogue blasphématoire entre moines, l'homme inclut toute sa philosophie dans un bâtiment mauresque. En fait, il s'agirait de la scène du massacre des fameux 800 martyrs d'Otrante, considérés par les sceptiques comme la mort absolue du christianisme.
L'homme, habillé en chevalier médiéval, tente de trouver du plaisir dans des aventures amoureuses avec une servante, mais échoue complètement. En fait, il semble qu'une partie de lui soit liée à quelque chose de si saint qu'il ne peut le supporter. La femme de l'histoire lui a dit qu'elle voulait le sauver de sa propre philosophie, mais l'homme a toujours refusé. Maintenant que l'homme est déterminé à changer et à détruire sa propre philosophie, il découvre qu'il est trop tard. Santa Margherita, dans le célèbre palais maure, n'est plus disposée à pardonner et à convertir l'homme qui, terrassé, meurt sans bonheur.

## Fiche technique
- Titre original : Nostra Signora dei Turchi
- Titre français : Notre-Dame des Turcs
- Réalisation : Carmelo Bene
- Scénario : Carmelo Bene, d'après sa pièce de théâtre parue en 1966
- Photographie : Mario Masini
- Musique : Carmelo Bene, à partir de Modeste Moussorgski et Stanislao Gastaldon
- Montage : Mauro Contini
- Sociétés de production : Patara
- Pays d'origine :  Italie
- Genre : Drame
- Durée : 124 minutes
- Date sortie : 
  - Italie : 3 septembre 1968
  - France : 6 juin 1969

## Distribution
- Carmelo Bene : le narrateur et personnage principal
- Lydia Mancinelli : Santa Margherita
- Salvatore Siniscalchi : l'éditeur
- Anita Masini : Santa Maria

## Production

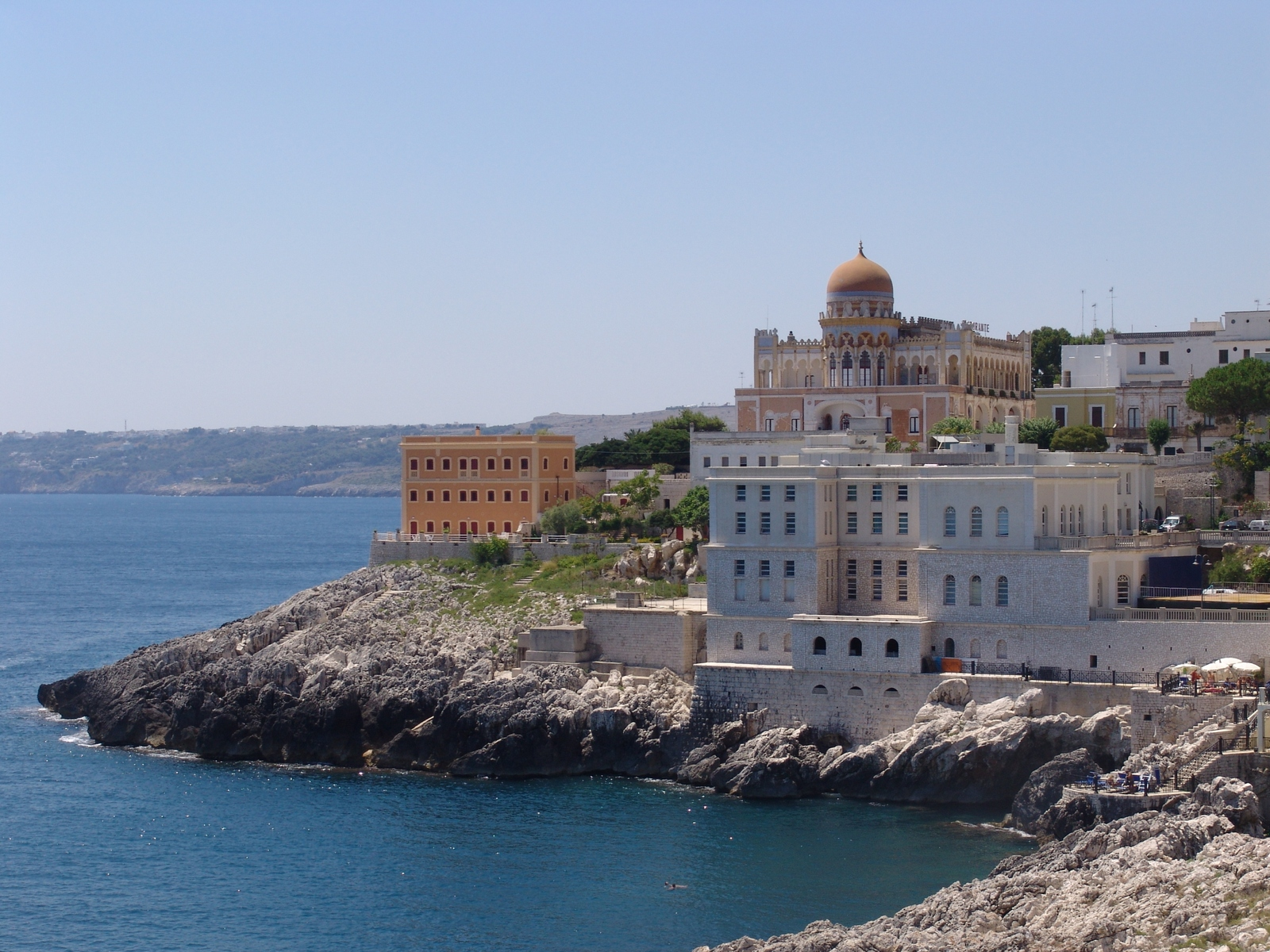
Le palais Sticchi à Santa Cesarea Terme.

Le tournage du film a duré 40 jours, sans scénario préétabli.
Le film a été entièrement tourné dans le Salento, dans les lieux suivants :
- Santa Cesarea Terme : le film commence par des scènes dans le Palais Sticchi, dont le propriétaire fut le premier concessionnaire des thermes : c'est là qu'a été tournée une grande partie du film ; à quelques pas du palais mauresque ont été tournées les scènes d'intérieur, dans la villa paternelle de Carmelo Bene, où arrive un cheval ; la chevauchée de l'homme se fait dans la Via Roma, à travers le centre de la ville ;

- Otrante, dans la célèbre cathédrale (avec les crânes des martyrs, conservés dans les vitrines de l'église) et sur la place principale de la ville[13].

- Gallipoli, avec quelques scènes tournées dans la ville ;

- Castro Marina (it), avec des scènes tournées à l'intérieur de la Grotte Zinzulusa (it).

Lydia Mancinelli raconte qu'alors qu'elle attendait, dans le rôle de Santa Margherita, vêtue d'un peplos et avec une auréole sur la tête, près de l'église où la dernière scène du film Notre-Dame des Turcs serait bientôt tournée, une camionnette passe, freine brusquement et pile ; le conducteur regarde incrédule, fait demi-tour en hésitant, ne sait que faire et repart. A peine un quart d'heure plus tard, une multitude de personnes est apparue devant l'église, qui voulaient voir la Vierge, du moins à première vue, ils pensaient qu'il s'agissait d'une apparition mariale.
Les carabiniers sont alors intervenus, conseillant à Carmelo Bene et à sa troupe de laisser la foule embrasser les mains de la prétendue Madone, faute de quoi ils ne s'écarteraient pas de leur chemin. C'est ainsi que, pendant une heure environ, on assista à une dévotion populaire inattendue, assortie de compliments à l'égard de Lydia : « Comme tu es belle !... tu ressembles à la Madone ! ».

## Exploitation
Tiré du roman du même nom, Notre-Dame des Turcs marque pour son réalisateur la ligne de démarcation entre les années d'apprentissage et celles qui ont suivi, désormais jalonnées d'un succès constant et croissant. Sorti au plus fort des contestations de 1968, Notre-Dame des Turcs, d'une durée initiale de 160 minutes, est ensuite réduit à 125 minutes pour être présenté à la Mostra de Venise en septembre. Les dissidents Pier Paolo Pasolini, Citto Maselli, Gillo Pontecorvo et bien d'autres sympathisent avec les ouvriers de Mestre en occupant la Mostra, essayant même en vain d'impliquer le réfractaire Carmelo Bene. Ils ont ensuite été pris de force et jetés dehors par la police. Luigi Chiarini prend également ses distances en déclarant ouvertement que le film Notre-Dame des Turcs suffit amplement à représenter l'Italie. Mais il a immédiatement déclenché une vive et amère polémique. L'Italie des cinéphiles se divise en deux entre partisans et détracteurs. Parmi les premiers, on trouve les amis et admirateurs d'Oreste Del Buono, de Luigi Chiarini et de Carmelo Bene, tels que Leo De Berardinis, Perla Peragallo, Piero Panza, Mario Ricci, Cosimo Cinieri, Lello Bersani et bien d'autres. Parmi les détracteurs, Carlo Mazzarella, l'un des principaux correspondants de la Rai, voulait écraser Notre-Dame des Turcs en direct à la télévision. Le ressentiment de Carmelo Bene et de ses partisans finit même par provoquer des altercations avec des gifles et des procès devant les tribunaux. Lydia Mancinelli a déclaré dans une interview à propos de Carlo Mazzarella (it) : 

« Il était un commentateur, disons un commentateur social, pas un critique, et il s'est permis de faire des critiques très négatives sur ce film... Tout est parti du fait que nous avions besoin de bonnes critiques, à cause de nos dettes, en d'autres termes... ainsi que pour la gloire... alors Carmelo, le soir ici à l'Excelsior, est venu vers lui... et pah !... il l'a giflé deux fois, mais vraiment fort... »

Il espérait, il était même sûr, de remporter le premio di qualità plus que tout autre chose, selon Lydia Mancinelli dans une interview, en raison de la somme d'argent importante d'environ 40 millions de lires qui lui permettrait de rembourser toutes les dettes qu'il avait contractées auparavant, mais

« cette année-là, pour des raisons politiques, il fut donné à Alexander Kluge qui remporta le Lion d'or avec Les Artistes sous les chapiteaux : Perplexes, il s'agissait d'un film médiocre... [...] ils ont récompensé aussi davantage Nos héros réussiront-ils à retrouver leur ami mystérieusement disparu en Afrique ?. »

Le Lion d'argent lui est tout de même décerné, et semble-t-il précisément en raison de la pression et de la protestation des étrangers, Japonais et Français en tête, qui ont salué Bene comme le lauréat....

« Lorsqu'il a appris qu'il n'avait pas reçu le premio di qualità, Carmelo était vraiment hors de lui [...] il est allé au poste de police et a dit "arrêtez-moi [...] parce qu'aujourd'hui je vais tuer le ministre des arts scéniques", qui était alors Franco Evangelisti (it). »

Il y a également eu des accrochages avec Anica-Agis, dont les investissements d'un milliard de dollars ont été selon l'auteur « ridiculisés » par ce petit film qui a remporté un prix à la Mostra de Venise en ne dépensant qu'une poignée de millions de lires. Carmelo définit Notre-Dame des Turcs comme un film anti-soixante-huitard par excellence, et plus qu'une « parodie amusante de la vie intérieure », c'est surtout une « parodie défigurée du cinéma ». 

### Distinctions
Le film a remporté le Grand prix du jury à la Mostra de Venise 1968. Le film a été projeté lors de la Mostra de Venise 2008 au sein de la rétrospective Questi fantasmi: Cinema italiano ritrovato.
Il a également été présenté à la Quinzaine des réalisateurs, en sélection parallèle du festival de Cannes 1969.